# Jezioro Lubienieckie
Jezioro Lubienieckie – jezioro w woj. kujawsko-pomorskim, w powiecie włocławskim, w gminie Chodecz, leżące na terenie Pojezierza Kujawskiego.

## Dane morfometryczne
Powierzchnia zwierciadła wody wynosi 15,1 ha.
Zwierciadło wody położone jest na wysokości 100,5 m n.p.m. Średnia głębokość jeziora wynosi 3,7 m, natomiast głębokość maksymalna 7,6 m.
Na podstawie badań przeprowadzonych w 2000 roku wody jeziora sklasyfikowano poza klasą klasy czystości.
W roku 1994 wody jeziora również zaliczono do wód pozaklasowych.

## Hydronimia
Według urzędowego spisu opracowanego przez Komisję Nazw Miejscowości i Obiektów Fizjograficznych (KNMiOF) nazwa tego jeziora to Jezioro Lubienieckie.